# 阮福綿㝝

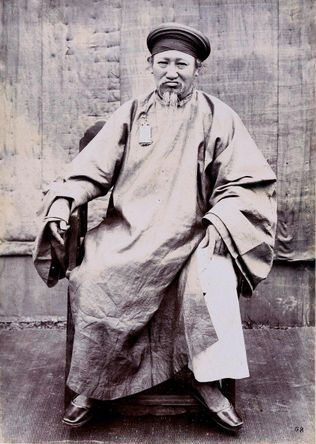
阮福綿㝝

阮福綿㝝（越南语：／，1832年1月20日—1897年12月28日），越南阮朝明命帝第五十七子，生母麗嬪阮氏翠竹。

## 生平
明命十二年十二月十八日（1832年1月20日），阮福綿㝝在順化皇城出生。少年時代，熱愛讀書，曾廣泛涉獵群書。紹治六年（1846年）三月，受封為懷德郡公（越南语：／）。建福元年（1884年），充尊人府左尊人。咸宜帝繼位後，輔政親臣嘉興王阮福洪休因罪革職，改以阮福綿㝝為輔政親臣，並改為尊人府右尊人。咸宜元年（1885年）二月，晉封樂國公（越南语：／）。同年八月，同慶帝初立，又晉封懷德公（越南语：／），充尊人府右尊正。成泰元年（1889年），成泰帝初立，再次以阮福綿㝝為輔政親臣。成泰六年（1894年），晉封懷德郡王（越南语：／）。成泰九年十二月初五日（1897年12月28日），阮福綿㝝去世，壽六十七歲，賜諡端恭。葬於承天府香水縣楊春社，在香茶縣第六坊建祠祭祀。

## 子女
阮福綿㝝有11子9女。後裔按御賜弓字部起名。
- 二子阮福洪弤，恩封畿內侯，成泰七年（1895年）襲封懷德郡公，後因事被革除封爵，七年後才開復為郡公。
  - 孫阮福膺彍，襲封懷德鄉公。
- 阮福洪弘，生有1女。
- 阮福洪引
- 阮氏好禮